# NGC 275
NGC 275 (również PGC 2984) – galaktyka spiralna z poprzeczką (SBcd/P), znajdująca się w gwiazdozbiorze Wieloryba. Odkrył ją John Herschel 10 października 1828 roku. Oddziałuje ona grawitacyjnie z sąsiednią galaktyką NGC 274. Obie galaktyki zostały skatalogowane jako Arp 140 w Atlasie Osobliwych Galaktyk Haltona Arpa, a znajdują się w odległości około 63 milionów lat świetlnych od Ziemi.